# Dragets kanal

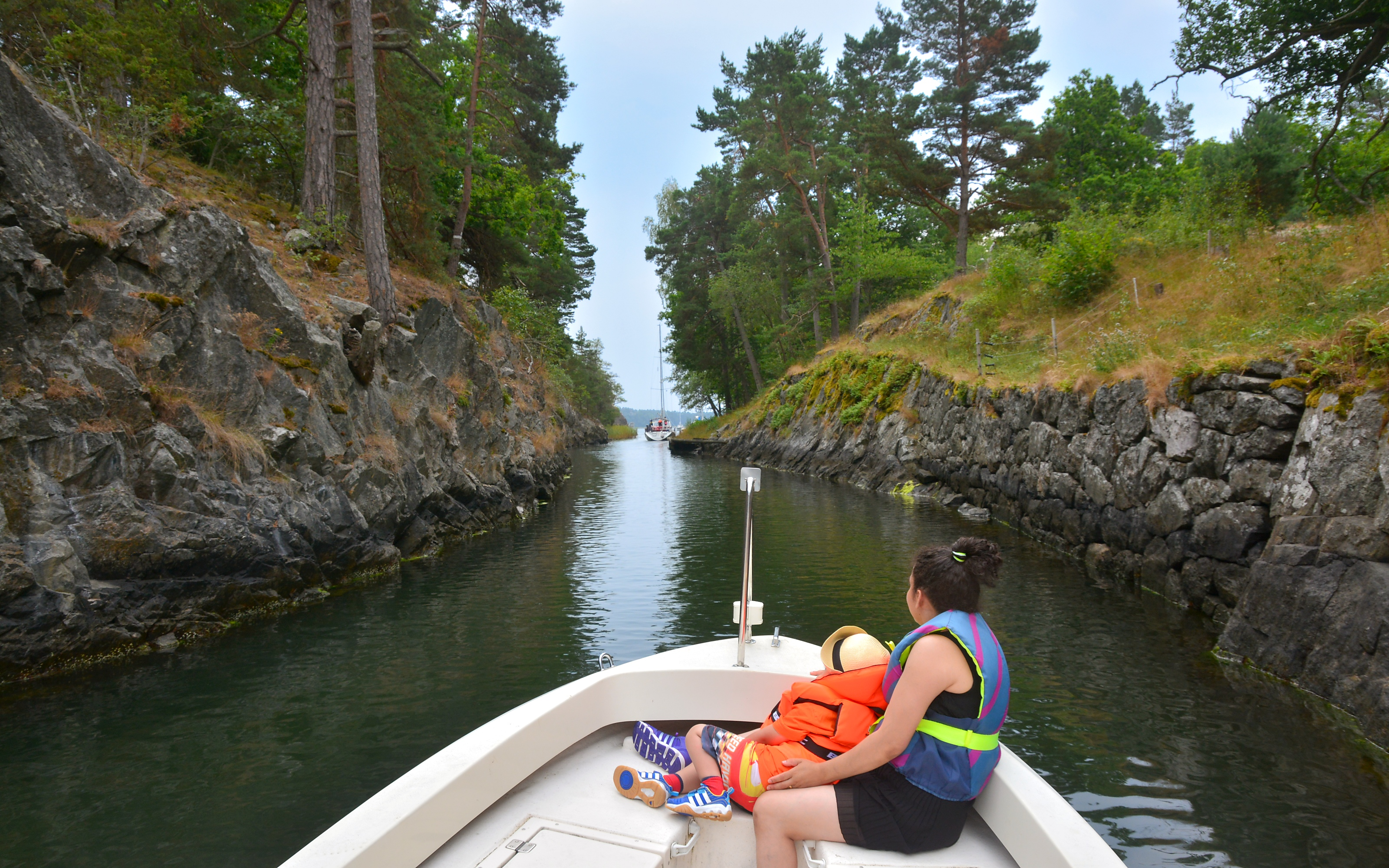
Västra delen är sprängd och murad. Vy från norr.

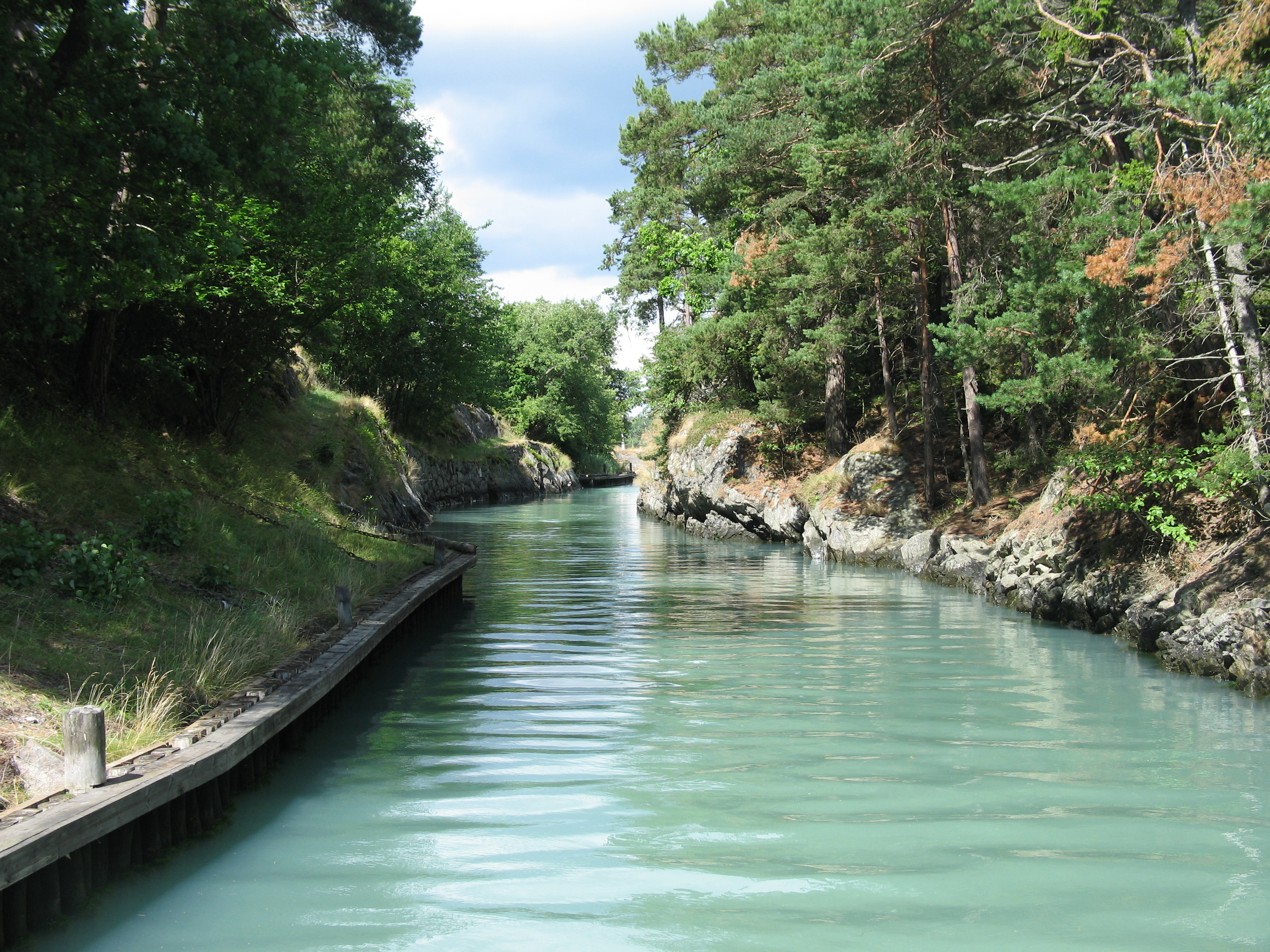
Västra delen är muddrad och pålad. Vy från söder.

Dragets kanal ligger söder om Nynäshamn och skär av ön Järflotta från fastlandet. Kanalen förbinder Dragfjärden med södra delen av Nynäsviken.

## Beskrivning
På 1200-talet, då vattennivån låg tre meter högre än idag var Draget ett sund mellan ön Ekholmen (numera en del av Järflotta) och halvön Käringboda. Passagen omtalas som en inre segelled i Kung Valdemars segelled. Sundet grundades dock efterhand upp, Gustav III krävde att markägaren skulle rensa det för att möjliggöra passage för flottans galärer och till slut fick en oxe går före och bogsera båtarna genom gyttjan i sundet.
I mitten av 1800-talet hade djupet i sundet sjunkit till endast 0,3 m och Gustaf Nerman fick uppdraget att återigen göra en kanal av sundet. Sundet muddrades och sprängdes på initiativ av ägarna till Nynäs gård. Västra sidan stensattes för att man skulle kunna gå och dra båtarna genom kanalen som fick 2,5 meters djup. Under 1900-talet rätade marinen upp och fördjupade kanalen med dynamit och förstärkte kanalens inloppskanter från södra sidan med kreosotimpregnerade stockar och kätting. Detta för att marinens motortorpedbåtar inte skulle behöva ta vägen runt, via de öppna vatten utanför Järflotta och Landsort.
I sjökortet anges djupet på farleden och kanalen vara 1,5 meter, men under 1980-talet lät Nynäshamns Segelsällskap med stöd av Skärgårdsstiftelsen muddra kanalen och djupet som anges vid infarterna till kanalen är 2,0 meter (augusti 2012). Kanalen är ett fornminne med RAÄ-nummer Ösmo 611:1.